# Colegiul Național „Radu Negru” din Făgăraș
Colegiul Național „Radu Negru” din Făgăraș este o instituție de învățământ din Făgăraș. A primit numele de „Radu Negru” încă de la înființare, în anul 1869.

## Istoric
Școala superioară a fost înființată în 1869 de Ion Codru Drăgușanu, pe atunci vice-comite (subprefect) al comitatului Făgăraș. Instituția funcționa pe Ulița Grecilor (în prezent strada Ion Codru Drăgușanu). Actualul sediu a fost proiectat de Ignác Alpár și construit în anii 1907-1909 ca gimnaziu maghiar de stat. În data de 2 februarie 1919 noul prefect Octavian Vasu a preluat clădirea, pe care a trecut-o sub autoritatea Consiliului Dirigent al Transilvaniei de la Sibiu.
În 5 octombrie 2024, cu ocazia Zilei Mondiale a Educației, Klaus Iohannis, președintele în funcție al României în acel moment, a decorat Colegiul Național „Radu Negru” cu Ordinul „Meritul pentru Învățământ” în grad de Comandor.

### Actuala denumire
În anul 1996, ca o recunoaștere a faptului că este un  liceu de elită, a primit titulatura de Colegiul Național „Radu Negru” din Făgăraș, filiera teoretică, cu profilurile real și uman.

### Demografie
În fiecare an școlar în colegiu învață între 500-600 elevi, organizați în 20 clase IX-XII.

## Absolvenți celebri
- Virgil Fulicea - 1925;
- Horia Sima - 1926;
- Octavian Paler - 1945;
- Laurențiu (Liviu) Streza - 1965;
- Nicușor Dan - 1988.